# Fatehgarh Sahib
Fatehgarh Sahib är ett distrikt i den indiska delstaten Punjab,  i den norra delen av landet, 240 km norr om huvudstaden New Delhi. Antalet invånare är 600 163. Den administrativa huvudorten är Sirhind Fatehgarh Sahib och den största staden är Gobindgarh. Dessutom finns orterna Basi,  Amloh och Khamānon.